# Lycée Gabriel-Faure
Pour les articles homonymes, voir Gabriel Faure et Faure.
Ne doit pas être confondu avec Lycée Gabriel-Fauré.
Le lycée Gabriel-Faure est un établissement public situé au centre de la ville de Tournon-sur-Rhône, en Ardèche. Anciennement nommé Collège de Tournon, il peut être considéré comme le second plus vieux lycée de France, et le plus vieux en province. Il porte aujourd'hui le nom de l’écrivain Gabriel Faure (1877-1962), natif de Tournon.
Les locaux comprennent une bibliothèque, dite Honoré d'Urfé, où se trouvent entre 10 000 et 15 000 ouvrages, de grande valeur pour certains, ainsi qu'une chapelle de style Jésuite classique (classicisme) et une galerie de tapisseries.

## Informations
- Adresse : place Stéphane-Mallarmé, 07300 Tournon-sur-Rhône ;
- Baccalauréats proposés : Général (Maths, SPC, SVT, SES, HGGSP, HLP, AMC), technologique (STMG, ST2S), professionnel[1] ;
- Options proposées : Arts plastiques, Latin, Droits & Grands Enjeux du Monde Contemporain, Mathématiques complémentaires, Mathématiques expertes, Option Sport, Section Badminton ;
- Langues enseignées : allemand, anglais, espagnol, grec ancien, italien et latin ;
- Nombre d’élèves : 1 000 environ ;
- Nombre de classes terminales : 7.

## Classement du lycée
En 2015, le lycée se classe 11e sur 12 au niveau départemental quant à la qualité d'enseignement, et 1635e au niveau national. Le classement s'établit sur trois critères : le taux de réussite au bac, la proportion d'élèves de première qui obtient le baccalauréat en ayant fait les deux dernières années de leur scolarité dans l'établissement et la valeur ajoutée (calculée à partir de l'origine sociale des élèves, de leur âge et de leurs résultats au diplôme national du brevet).

## Histoire
Anciennement nommé Collège de Tournon, il fut fondé en 1536 par le cardinal François II de Tournon. En 1548, le Collège de Tournon devient une université de Philosophie et des sept Arts Libéraux. Très vite, elle est fréquentée par plus de deux mille étudiants originaires de l'Europe entière. Des presses universitaires éditent de nombreux ouvrages à l'intention de ces étudiants.
Face à la montée de la réforme, le 6 janvier 1561, le Collège passe sous la direction de la Congrégation de Jésus (les jésuites). Le Collège devient ainsi le centre de résistance du parti catholique contre le protestantisme.
En 1562, le cardinal instaure la gratuité de l’enseignement au Collège et lègue sa bibliothèque personnelle à l’établissement, dont des « incunables ». Il meurt la même année.
Dès cette période, la réputation de l’établissement est grande. L’apogée se situe en 1604. On y enseigne l’hébreu, le chaldéen pour les professeurs jésuites. La notoriété est telle que les carmes obtiennent d’ouvrir un noviciat à Tournon. Les novices sont instruits au Collège ; la théologie, enseignée depuis 1584, est excellente. Le rayonnement du Collège s’étend à la France entière. La fonction universitaire dura jusqu'en 1626, puis Tournon redevient un simple collège d'enseignement secondaire.
En 1714, le Collège et la bibliothèque sont victimes d’un incendie. La plupart des livres brûlent ou disparaissent, quelques-uns jetés par les fenêtres sont retrouvés en piteux état. Un nouveau fonds est constitué, vendu en 1763 lors de l’expulsion des jésuites (environ 4 000 livres).
En 1776, le collège devient Ecole Royale Militaire et passe aux mains des oratoriens qui introduisent l'enseignement de l'histoire-géographie, celui des sciences exactes et des sciences d'Observation, tout en donnant au français une plus grande place. En 1820, le collège passe sous administration laïque, et avec la Restauration française, le Collège est dit royal.
En 1848, il devient lycée, rattaché à l'académie de Grenoble, puis lycée impérial sous le Second Empire. La dénomination du lycée lui reste acquise après 1870.

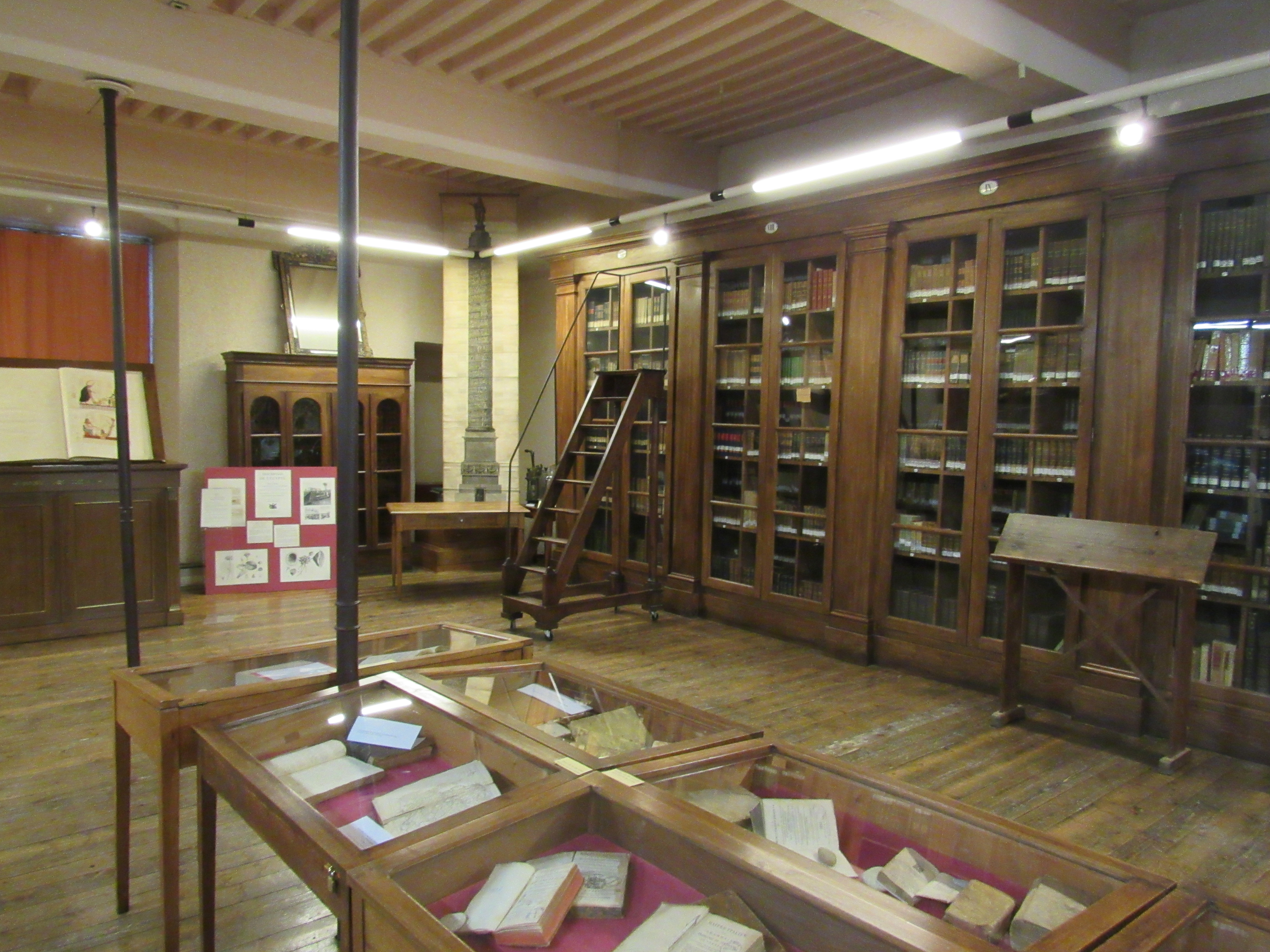
La bibliothèque historique "Honoré-d'Urfé" du lycée Gabriel-Faure.

En 1888, dernier avatar de la bibliothèque : Des livres sont emballés et emportés à Lyon et lorsqu’à nouveau douze caisses sont prêtes à être expédiées à l’Université de Lyon, la population tournonaise manifeste et empêche le transfert. Seuls 3 000 ouvrages seraient partis, parmi les plus anciens ; ils dorment toujours dans les réserves des Bibliothèques Municipale et Universitaire de Lyon. D'autres livres ont été emportés pour servir à l'Université de Grenoble, comme il était coutume à l'époque.
L'établissement prit le nom lycée Gabriel-Faure en 1967.
En 1968, il devient lycée d’État mixte polyvalent de second cycle.
Plusieurs parties de l'édifice sont classés « Monument historique » : Le portail d'entrée est classé depuis 1925, le parc depuis 1932 et la chapelle depuis 1943. Les parties restantes du lycée sont inscrites depuis 1937.

## Éléments remarquables

### Bibliothèque
Son contenu : entre 10000 et 15000 ouvrages, issus essentiellement de la Bibliothèque reconstituée en 1777, quelques-uns donnés par les communautés religieuses, d’autres par de grandes familles, quelques autres (mais rares) remontant avant l’incendie.
Certains ouvrages ont une grande valeur comme : 
- La 2e édition de l’Encyclopédie de Diderot et d'Alembert, à laquelle manquait les volumes des planches, acquis en 1986 ;
- La Description de l’Égypte dans son intégralité, grands volumes reliés tissu, protégés depuis 2013 dans un meuble conçu spécialement. Il s’agit des relevés effectués par l’équipe de savants qui ont participé, à cette fin, à l’expédition d’Égypte, en 1798/1799 ;
- La Mécanique céleste de Pierre-Simon de Laplace ;
- Un ouvrage sur les volcans éteints du Vivarais et du Velay, de Faujas de St Fond, illustré de lithographies vraisemblablement.

D’autres sont des curiosités :
- Le dictionnaire chinois - latin - français, édité sous le Premier Empire ;
- Des exemplaires d’une revue la Décade littéraire, politique et artistique, parue sous la Révolution française ;
- Le Journal des Savants (1788-1789).

### Chapelle
Les travaux de construction ont duré de 1673 à 1720. Les plans reprennent les dessins de l'architecte lyonnais Martellenge.
Avant la construction, financée par les jésuites, de très longues tractations furent nécessaires pour acheter et revendre des terrains, raser de vieilles maisons et déplacer les remparts.

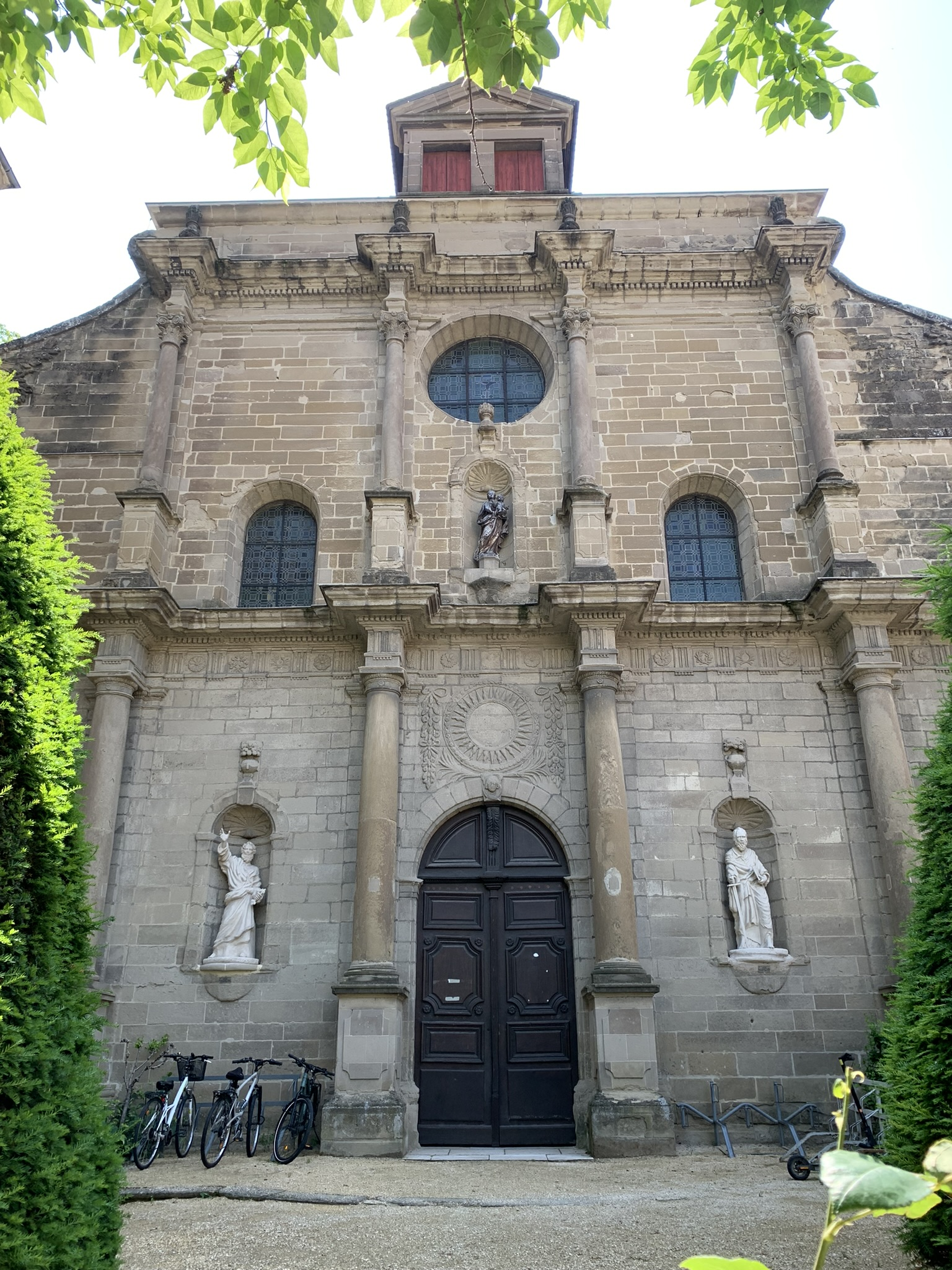
Chapelle du lycée Gabriel-Faure de Tournon-sur-Rhône.

Les travaux furent très longs car ils furent souvent interrompus. En effet, avec les guerres de Religion, les ouvriers étaient souvent réquisitionnés pour consolider les remparts de la ville.
- 1673 : Pose de la première pierre ;
- 1707 : Pose de la balustrade du chœur, installation des degrés de l'autel et des dalles ;
- 1713 : Édification du clocher. Comme la chapelle est à peu près terminée, elle est ouverte au culte ;
- 1714 : Les toiles du Capassin et les tapisseries (Aubusson et Flandres) sont abritées dans la chapelle, ce qui leur évite de disparaître dans l'incendie du Collège ;
- 1720 : Les cendres du cardinal François II de Tournon sont déposées derrière l'autel.

La façade est de style Jésuite classique (classicisme). Elle est réalisée en molasse, ce qui lui confère sa couleur. Elle est très élégante avec ses colonnes doriques à la base, composites au sommet.
L'intérieur, d'une longueur totale de 26 mètres, est de style Renaissance. La grande nef est flanquée de chapelles et le tout est décoré en trompe-l'œil, ce qui fait que l'on confond parfois ce style avec le baroque du XVIIIe siècle. Des galeries latérales courent au-dessus des chapelles.
L'acoustique est remarquable et met en valeur le son de l'orgue classique installé au XVIIIe siècle.

### Galerie des tapisseries

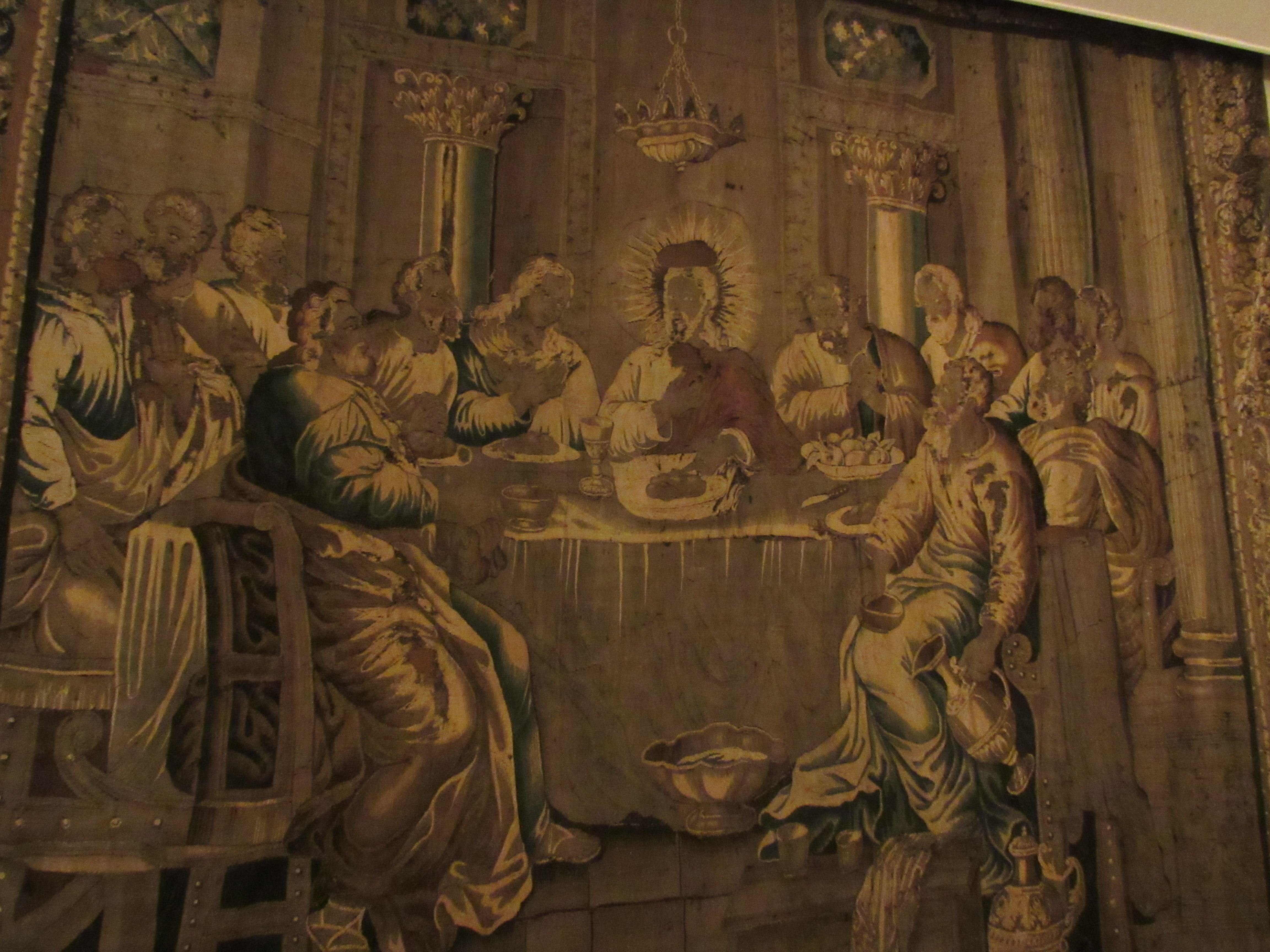
Tapisserie de la Cène, avant sa restauration.

On y accède par un escalier monumental. Il est bordé par une rampe en ferronnerie, réalisée à la veille de la Révolution française, sous les oratoriens. Elle coûta 12 000 francs or.
Dans la galerie des tapisseries, sept tentures sont exposées. Elles datent des XVIe et XVIIIe siècles. Deux tapisseries des Flandres en très mauvais état entourent cinq tentures d'Aubusson.
Les tapisseries d'Aubusson représentent le baptême du Christ, la Cananéenne, le sermon sur la montagne, la Cène, et Jésus chassant les marchands du temple. Trois ont été restaurées pour le 400e anniversaire du lycée en 1936.
Les tapisseries des Flandres sont d'un style tout à fait différent et leurs couleurs ont moins pâli mais comme elles servaient de tapis lors des distributions des prix, elles ont été très dégradées par le frottement des chaussures ou les mégots de cigarettes qu'on y écrasait.
En avril 2025, les 8 tapisseries classées Monument Historique quittent le lycée pour un beau travail de restauration financé par la Région Auvergne-Rhône-Alpes et la DRAC.

### Cour d'Honneur

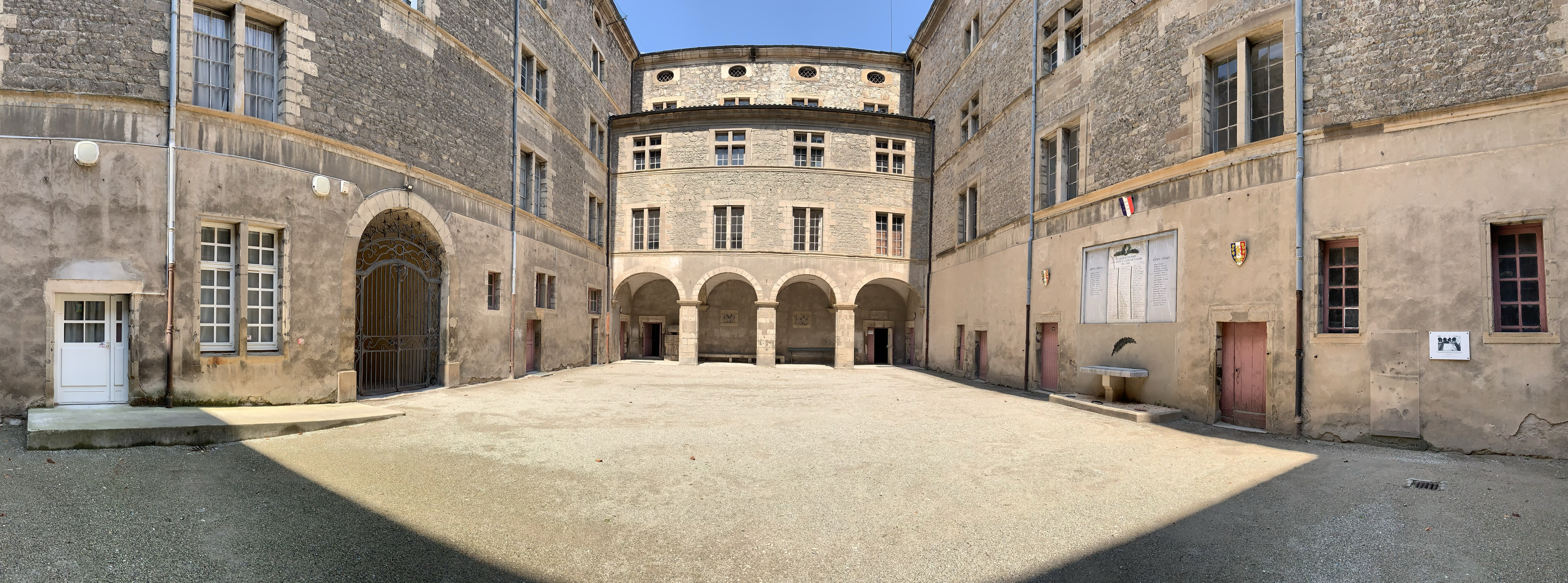
Cour d'honneur du lycée Gabriel-Faure.

## Personnalités liées à l'établissement

### Anciens élèves
(Liste non exhaustive, classée en ordre croissant d'années de naissance).
- Honoré d'Urfé (1567-1625), écrivain français ;
- Pierre Fenouillet (1572-1652), évêque de Montpellier[7] ;
- Pierre Davity (1573-1635), poète et écrivain français ;
- Nicolas de Peiresc (1580-1637), conseiller au parlement de Provence, astronome, biologiste, collectionneur et mécène ;
- Jean-François de Gondi (1584-1654), 1er archevêque de Paris ;
- Saint Jean-François Régis (1597-1640), jésuite, missionnaire des campagnes et apôtre de l'Ardèche ;
- François Laurent d'Arlandes (1742-1809), 1er aéronaute avec Jean-François Pilâtre de Rozier ;
- Jean-Pierre de Montalivet (1766-1823), homme d'État français et pair de France ;
- Pierre Daru (1767-1829), homme d'État et littérateur français ;
- Jules de Malbos (1782-1867), botaniste, géologue, préhistorien, poète et homme politique français[8]
- Léon Roches (1809-1900), diplomate français ;
- Armand de Quatrefages (1810-1892), biologiste, zoologiste et anthropologue français ;
- Eugène de Malbos (1811-1858), peintre pyrénéiste et lithographe français ;
- Désiré Bancel (1822-1871), homme politique français ;
- Arthur Chalamet (1822-1895), homme politique français ;
- Henri Chalamet (1849-1935), homme politique français ;
- Marc Sauzet (1852-1912), homme politique français ;
- Charles Seignobos (1854-1942), historien français ;
- Léonce Vieljeux (1865-1944), armateur, ancien maire de La Rochelle ;
- Francisque Vial (1869-1940), enseignant et haut fonctionnaire français ;
- Gabriel Faure (1877-1962), écrivain humaniste français ;
- Jean Norton Cru (1879-1949), historien français ;
- Louis Pize (1892-1976), poète français ;
- Jacques Bodoin (1921-2019), chansonnier ;
- Alice Saunier-Seïté (1925-2003), géographe et femme politique française.

### Ancien professeur
- Stéphane Mallarmé (1842-1898), poète français.
- Augustin Pérouse (1867-1919), écrivain, enseignant de lettres au lycée entre 1901 et 1919.